# Barbette (Familie)

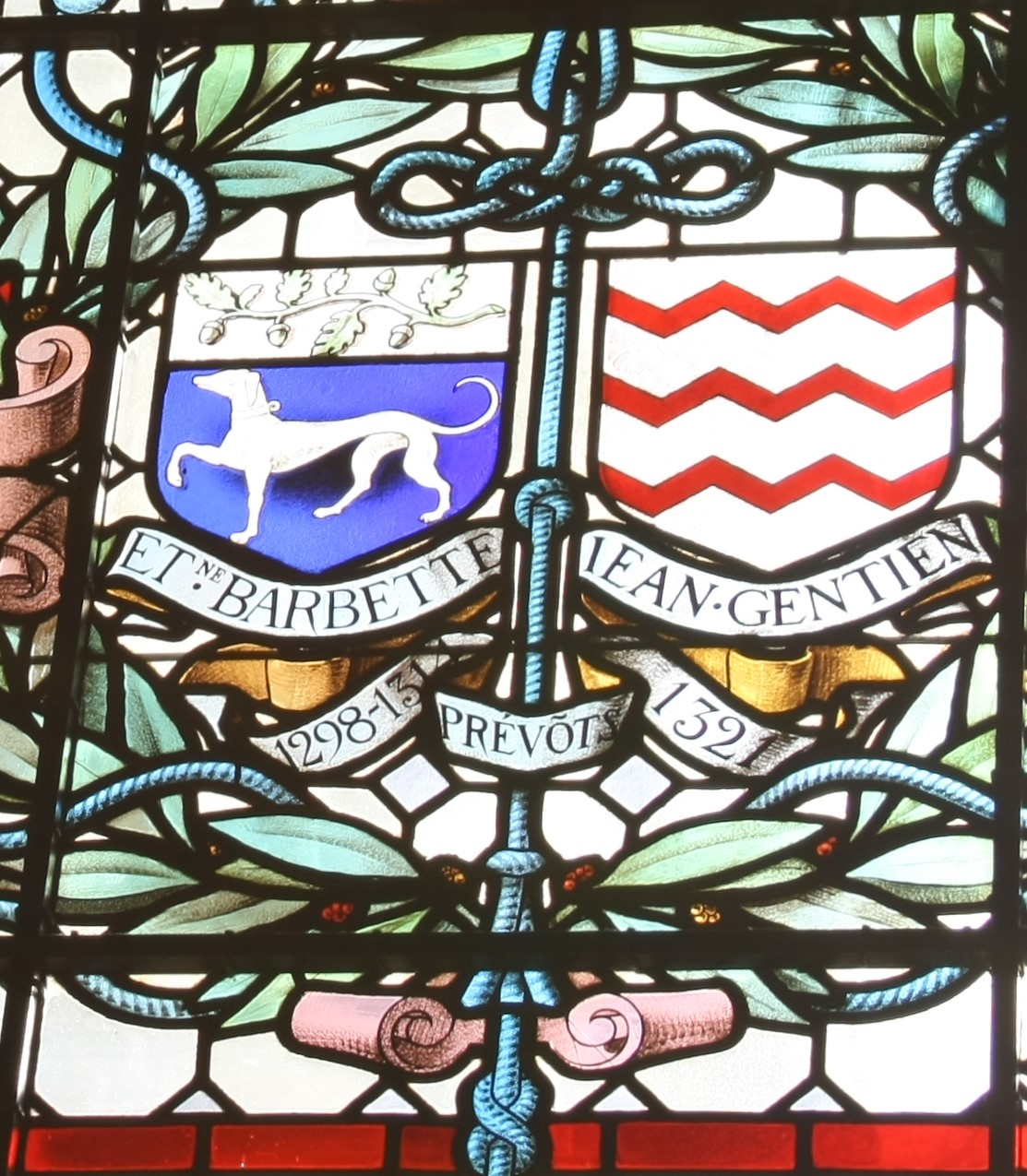

Die Barbette waren eine Familie der Pariser Bürgertums des 13. und des beginnenden 14. Jahrhunderts. Sie gehörte ab der zweiten Hälfte des 13. Jahrhunderts zu den mächtigsten und reichsten Familien der Stadt. Ihre prächtigste und letzte Residenz in Paris war das Hôtel Barbette.

## Geschichte
Die Anwesenheit der aus der Champagne stammenden Barbettes in Paris ist seit dem 12. Jahrhundert bezeugt: 1180 wurde der Erwerb des Nießbrauchs einer Immobilie in der Nähe des Notre-Dame-Klosters durch Jean Barbette dokumentiert, danach bezeugen immer mehr Transaktionen durch das gesamte 13. Jahrhundert die soziale und wirtschaftlich Macht der Familie. Sie sind wichtige Akteure im Geldgeschäft, bei Luxusgütern und im Tuchhandel. Ihr Aktionsbereich ist die Seine, ihr bedeutender Einfluss ist in der Normandie, insbesondere in Rouen und Vernon zu bemerken. Sie sind Mitglieder der Hanse parisienne des marchands de l'eau.
Der erste Barbette in einem hohen Amt war Simon Barbette als königlicher Prévôt de Paris. Ende des 13. Jahrhunderts bestand die Familie im Wesentlichen aus Simons Söhnen, den drei Brüdern Étienne (I.), Jean (I.) und Pierre Barbette, dem Erzbischof von Reims, sowie Étiennes Söhnen Étienne Barbette (II.) und Jean Barbette. Sie hatten ihren Zenit zu Beginn des 14. Jahrhunderts, als ihr Grundbesitz sich entlang der Rue Vieille du Temple bis über die Stadtmauer König Philipps II. (1180–1223) hinaus erstreckte.
Seit der Zeit des Königs Ludwig IX. (1226–1270) ergänzten die Barbette, ebenso wie ihre Konkurrenten und Verbündeten, ihre Geschäfte um die Erhebung von Geld für den König: als Voyer de Paris – dieses Amt auf Lebenszeit war im 12. Jahrhundert von König Ludwig VII. (1131–1180). geschaffen worden – waren sie für die Unterhaltung der Straßen einschließlich der Polizeiaufgaben als auch deren kommerzielle Nutzung zuständig. Im Wesentlichen aber waren sie auf Basis ihrer geschäftlichen Aktivitäten an der Spitze der organisierten Kaufmannschaft tätig, als Échevin und Prévôt des marchands, die Paris gemeinsam mit dem königlichen Prévôt de Paris regierten.
Dies ist die Zeit, in der Étienne Barbette (II.), der bereits seinen Wohnsitz an der Place de Grève hatte, an der Rue Vieille du Temple jenes Hôtel particulier errichtete, das 1306 durch wütende Pariser Mieter geplündert wurde, die durch die Wiederherstellung einer starken Währung ruiniert worden waren.
Typisch sind die familiären Verbindungen der Familie, insbesondere mit den Sarrazin. Jean Sarrazin (II.), Sohn des Kammerherrn Jean Sarrasin (I.), war Voyer; er heiratete die Witwe der ersten Étienne Barbette und verheiratete seine Tochter Pétronille Sarrazin mit dem zweiten Étienne Barbette. Deren Tochter Alix Barbette heiratete Jean Sarrazin (III.), den Enkel von Jean Sarrazin (II.)
Mit den Kindern Étiennes, des Erbauers des Hôtel Barbette, trat die Familie in den Schatten zurück oder starb sogar aus.

## Stammliste
1. Simon Barbette, † 1256, Prévôt de Paris, Voyer[1]
  1. Étienne Barbette (I.), † 1269; ⚭ Agnès, sie heiratete in zweiter Ehe Jean Sarrazin, 1270 Chambellan du Roi, Voyer de Paris, † 1275
    1. Étienne Barbette (II.), * um 1250, † 19. November 1321, Voyer du Roi, 1293–1298 Échevin, 1298–1303 und 1314–1318 Prévôt des marchands; ⚭ Petronille Sarrazin, seine Stiefschwester
      1. Agnes Barbette; ⚭ Jean Arrode, Prud’homme 1302–1305, Sohn von Jean Arrode, Panetier du Roi
      2. Jean Barbette (II.), Prud’homme 1293–1305, Échevin 1314
      3. Alice Barbette, † 1293; ⚭? Jean Sarrazin, Valet du Roi, Prud’homme 1297, Èchevin 1298–1304, Sohn von NN Sarrazin und Jeanne Pizdoue

    2. Jean Barbette (I.), 1263 und 1282 Échevin; ⚭ Jacqueline Sarrazin, seine Stiefschwester

  2. Pierre Barbette, † 3. Oktober 1298, Kanzler von Frankreich, 1274 Erzbischof von Reims, er krönte 1286 Philipp IV. zum König von Frankreich[2]